# Melittia pellecta
Melittia pellecta is een vlinder uit de familie wespvlinders (Sesiidae), onderfamilie Sesiinae.
Melittia pellecta is voor het eerst wetenschappelijk beschreven door Swinhoe in 1890. De soort komt voor in het Oriëntaals gebied.